# Зубарева, Мария Владимировна
Мария Владимировна Зу́барева (24 февраля 1962, Москва — 23 ноября 1993, там же) — советская и российская актриса.

## Биография
Мария Зубарева родилась 24 февраля 1962 года и выросла в Москве в творческой семье: отец, Владимир Яковлевич Меерзон (8 июня 1925 — 5 июня 2023) — работник редакции программ для детей Центрального телевидения; мать, Нина Владимировна Зубарева — телевизионный режиссёр, принимавшая участие вместе с мужем в создании программы «Спокойной ночи, малыши!».
В годы учёбы Мария проявила способности к точным наукам, увлекалась математикой и журналистикой, занимала призовые места на Олимпиадах. В восьмом классе поступила в Школу юного журналиста. Окончила школу с углубленным изучением английского языка, готовилась поступать в институт иностранных языков. Но благодаря рекомендации знакомых родителей — преподавателей поступила в Щукинское училище, которое окончила в 1983 году на курсе у Юрия Катина-Ярцева.
Работала в Московском театре имени Пушкина. Стала широко известной после работы в фильме «Мордашка» и главной роли в первом российском сериале «Мелочи жизни». Однако обнаруженное онкологическое заболевание, спровоцированное тяжёлыми родами, не позволило продолжить работу в сериале.
Мария Зубарева скончалась в возрасте 31 год в Москве от рака 23 ноября 1993 года. Похоронена на Введенском кладбище (23 уч.).

## Личная жизнь
Мария трижды была замужем (первый муж — музыкант Борис Кинер, второй — актёр и режиссёр Игорь Шавлак), имела троих детей — дочь Анну от первого брака и близнецов Романа и Елизавету от третьего.

## Творчество

### Роли в театре

#### Московский драматический театр имени А. С. Пушкина
- 1985 — «День Победы среди войны, или Блокадный оркестр» И. Г. Гаручавы и П. А. Хотяновского. Режиссёр — Б. А. Морозов. — флейта-пикколо

### Фильмография
1. 1984 — Второй раз в Крыму — Мария, жена Князева
2. 1984 — Расставания — Галя, невеста Роберта
3. 1984 — Третий в пятом ряду — Алёна Ивановна, воспитательница Елизаветы в детском саду
4. 1985 — Возвращение Будулая — Наташа, невеста Ивана
5. 1986 — В распутицу — Надя Селина
6. 1990 — Мордашка — Юля
7. 1990 — Сукины дети — Ниночка
8. 1991 — Гениальная идея — подруга Саши, «подсадная утка»
9. 1992 — Великий муравьиный путь (не был завершён)
10. 1992-1993 — Мелочи жизни — Маша Кузнецова, учительница, жена Сергея